# Nationals Park
Le Nationals Park (surnommé The Sea of Red, NatsTown, Baseball's Monument ou Washington's Newest Monument) est un stade de baseball situé au bord de la rivière Anacostia à Washington dans le District de Columbia. C'est le premier stade du pays à avoir la certification LEED en matière d'écoconstruction.
Depuis 2008, c'est le domicile des Nationals de Washington de la Ligue majeure de baseball. Le Nationals Park a une capacité de 41 506 sièges et dispose de 78 suites de luxe et 2 500 sièges de club.

## Histoire
La saison 2008 des Nationals de Washington est la première saison où l'équipe joue dans son nouveau stade.
L'Université George Washington (GWU), et les Nationals ont annoncé en février 2008 que l'équipe de baseball de l'université jouera le premier match au Nationals Park le 22 mars 2008. Les joueurs de George Washington se sont imposés 9 à 4 sur l'équipe de la Saint Joseph's University.
La première rencontre des Nationals de Washington a été jouée le samedi 29 mars 2008 à 18 heures. Lors de cette partie amicale, les Nationals de Washington sortirent vainqueurs des Orioles de Baltimore avec un score de 3-0. Le stade ne fut pas ouvert au grand public car l'équipe considérait la rencontre comme un test, et envisageait d'offrir des billets seulement pour les détenteurs d'un abonnement, les travailleurs qui ont contribué à bâtir l'édifice, et d'autres invités.
L'inauguration officielle du stade se déroula lors du premier match de saison régulière des Nats, le dimanche 30 mars 2008, à 20h05. Les Nationals gagnèrent la partie 3 à 2 sur les Braves d'Atlanta. Un total de 39 389 spectateurs ont assisté à cette rencontre historique, dont le lancer protocolaire a été effectué par le Président américain George W. Bush.

## Événements
- Visite du Pape Benoît XVI, 17 avril 2008
- Match de baseball du Congrès, depuis 2008
- Classique hivernale de la LNH 2015, 1er janvier 2015
- Match des étoiles de la Ligue majeure de baseball 2018, 10 juillet 2018

## Dimensions
- Left Field (Champ gauche) - 336 pieds (102,4 mètres)
- Left-Center - 377 ' (114,9 m)
- Center Field (Champ central) - 402 ' (122,5 m)
- Right-Center - 370 ' (112,7 m)
- Right Field (Champ droit) - 335 ' (102,1 m)

## Galerie

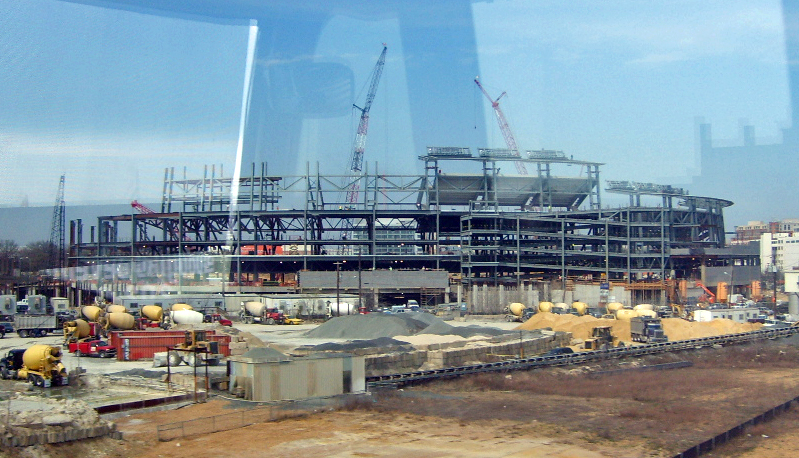
Construction (mars 2007)
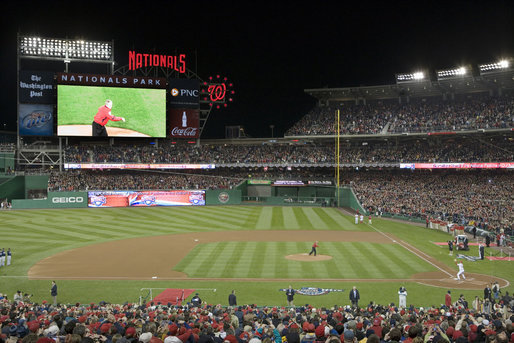
Lancer inaugural du Président Bush (30 mars 2008)
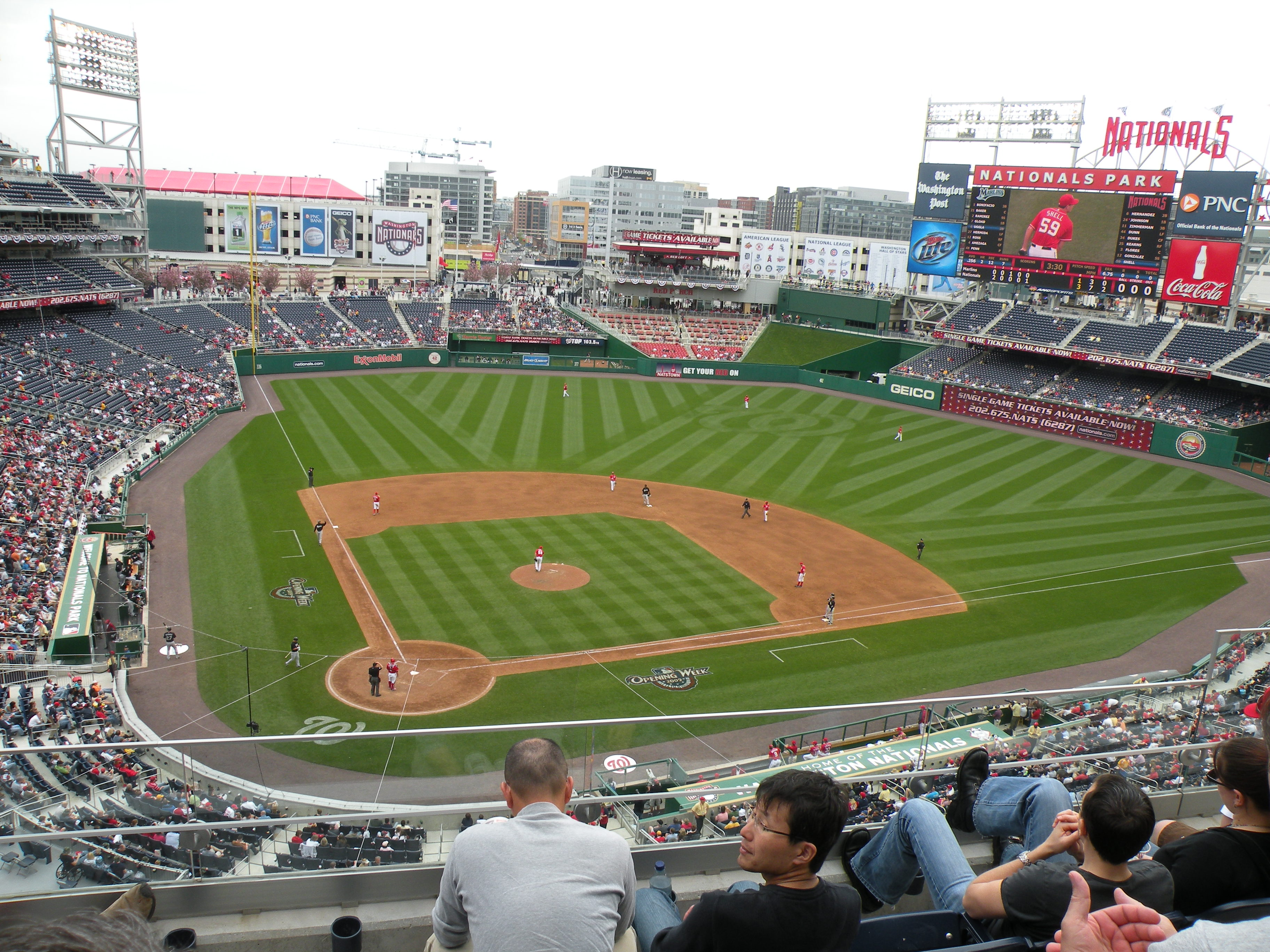
Le terrain
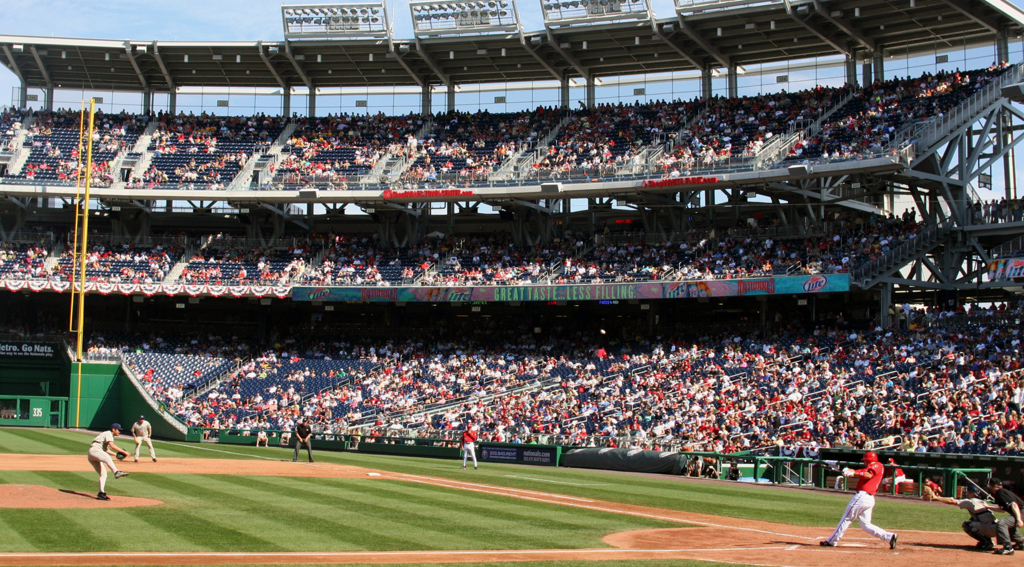
Tribunes
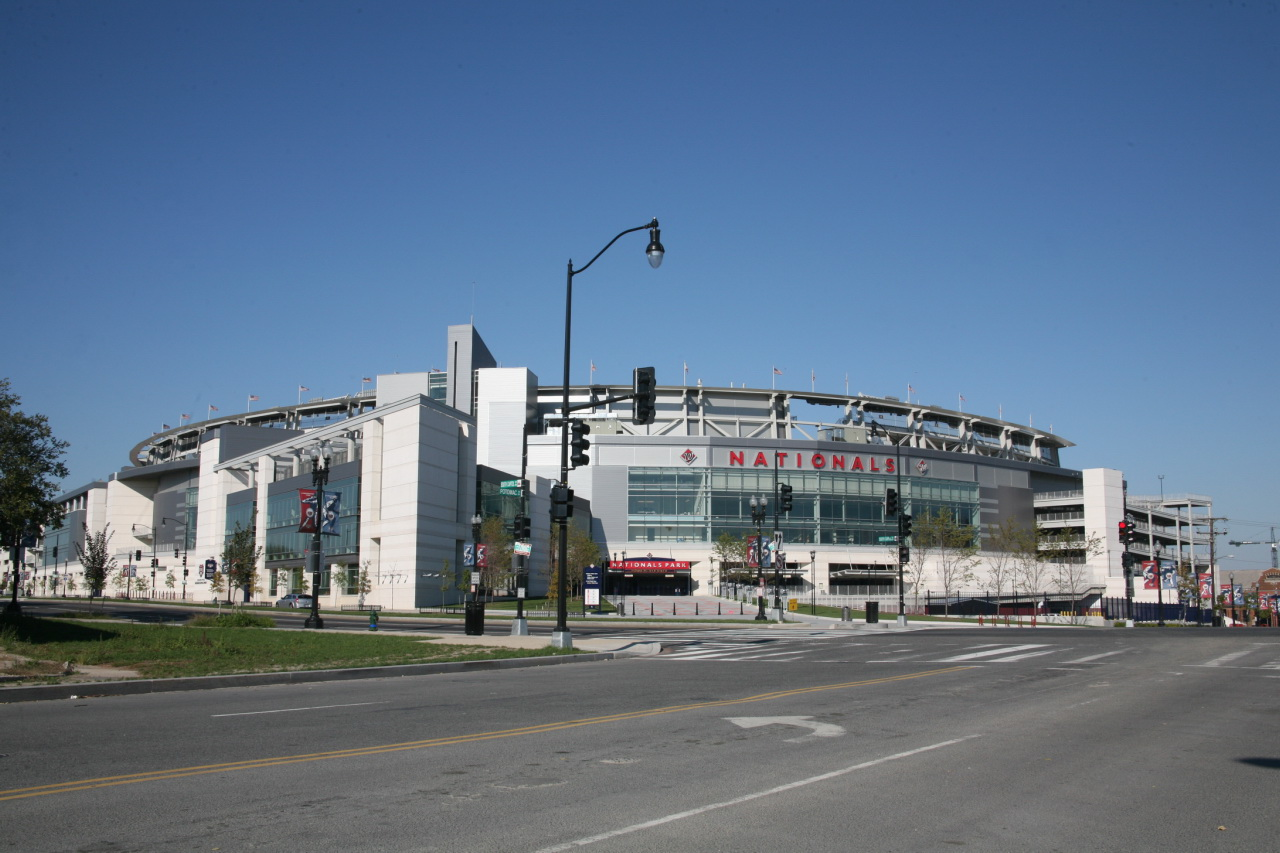
Vue extérieure